# Мерисмоде
Мерисмоде (Merismodes) — рід грибів родини Niaceae. Назва вперше опублікована 1909 року.

## Поширення та середовище існування
В Україні зростають мерисмоде аномальна (Merismodes anomala), мерисмоде нечітка (Merismodes confusa).

## Гелерея

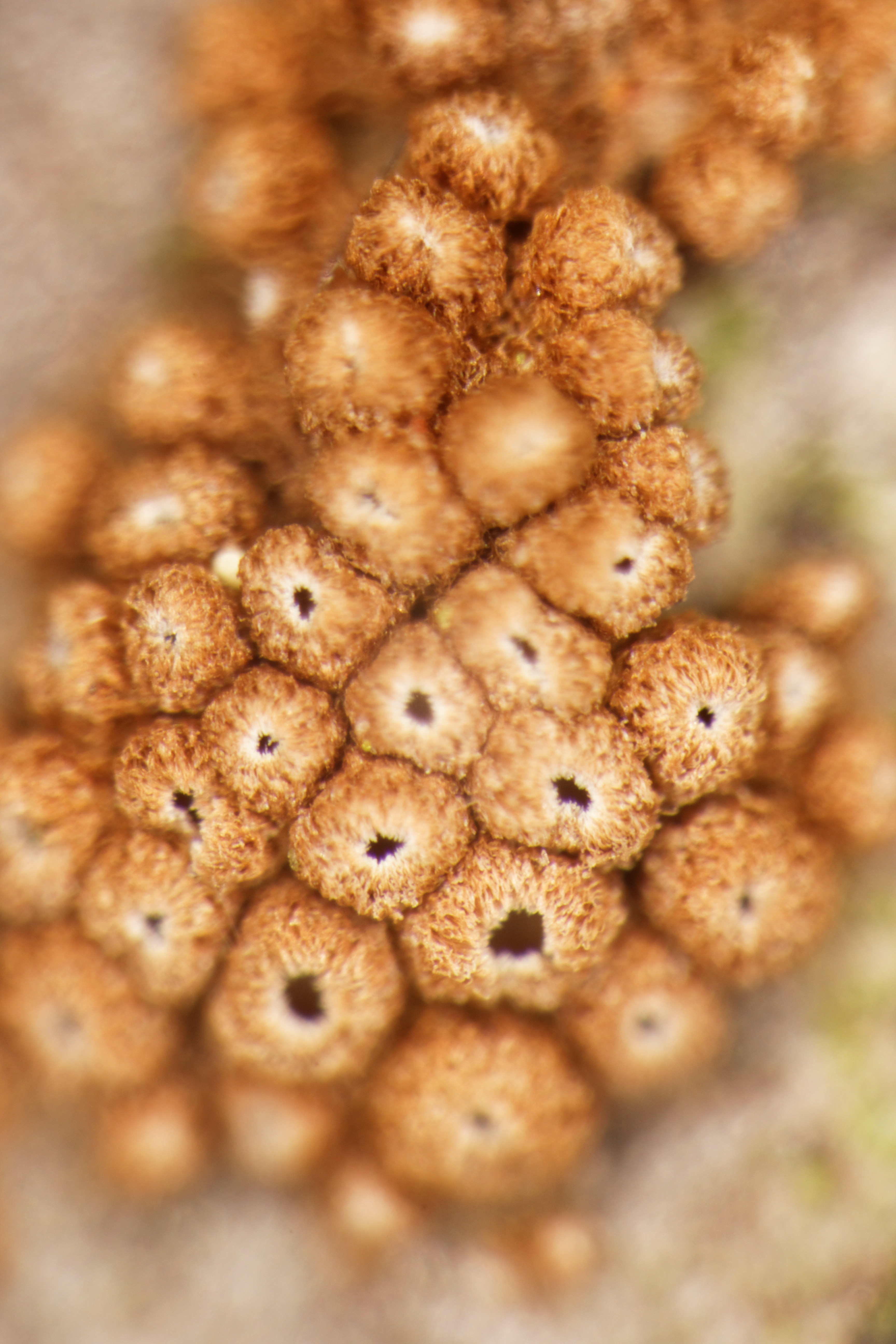
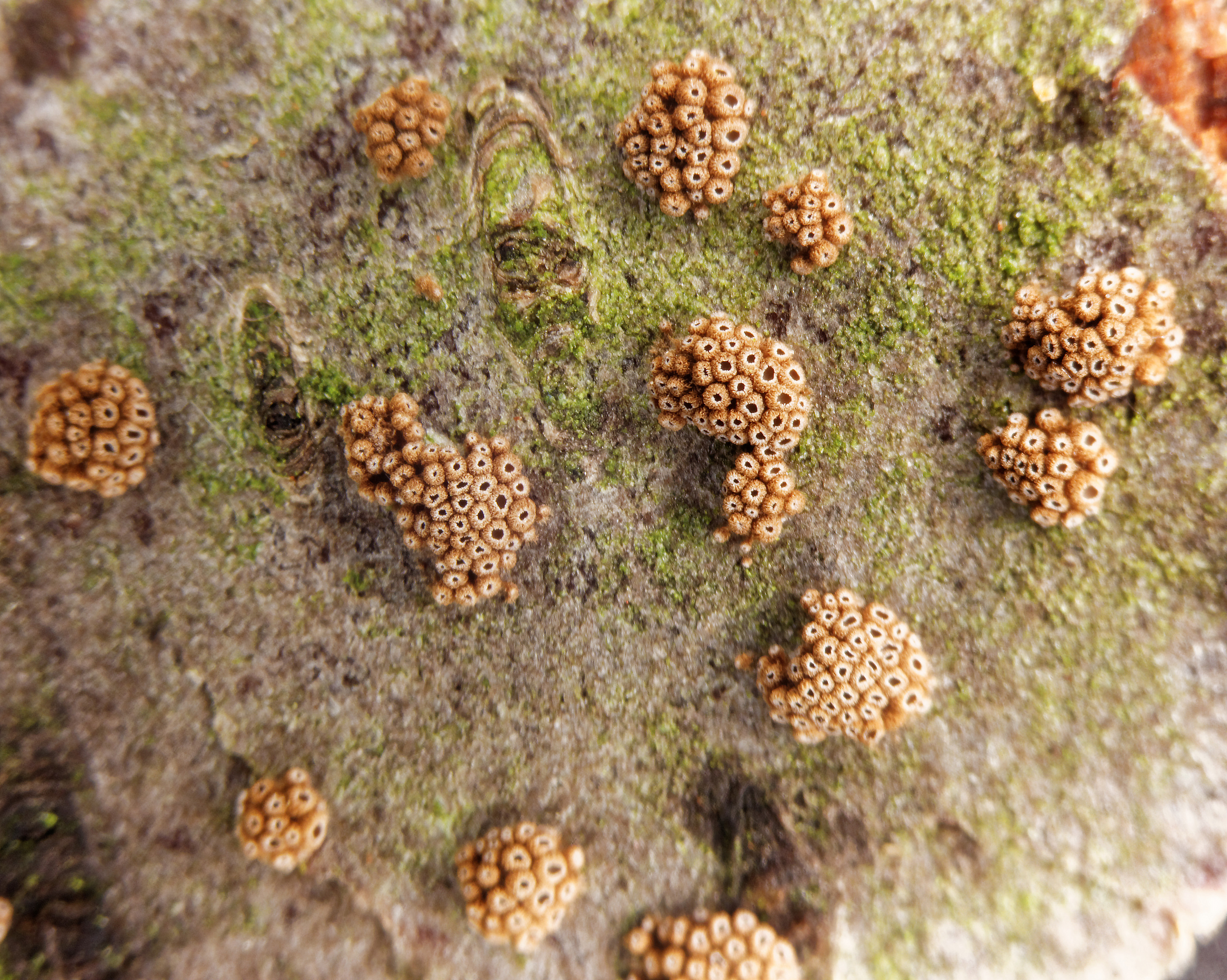